# Conclaaf van 1404
Het conclaaf van 1404 vond plaats van 10 tot 17 oktober 1404 in Rome, en volgde op de dood van paus Bonifatius IX op 1 oktober 1404. Het conclaaf leidde tot de verkiezing van Cosimo de' Migliorati als paus Innocentius VII. 

## Deelnemende kardinalen
Na het overlijden van paus Bonifatius IX telde het College slechts twaalf kardinalen; negen van hen namen daadwerkelijk deel aan het conclaaf. Alle negen deelnemende kardinalen waren Italianen. Vijf van hen waren benoemd door paus Urbanus VI, en vier door paus Bonifatius IX. Drie kardinalen waren afwezig: Bálint Alsáni (als Hongaar de enige niet-Italiaan), Ludovico Fieschi (protodiaken) en Baldassare Cossa (pauselijk legaat in Romagna en Bologna).

## Verloop en nasleep
Het conclaaf viel midden in het Westers Schisma. Voorafgaand aan de verkiezing ondertekenden de kardinalen een capitulatie, waarin de toekomstige paus zich verplichtte alles in het werk te stellen om de eenheid van de Kerk te herstellen, zelfs indien dit zijn aftreden zou vereisen. Na zeven dagen van beraadslagingen werd kardinaal Cosimo de' Migliorati unaniem gekozen tot paus en nam hij de naam Innocentius VII aan.
Na de verkiezing weigerde kardinaal-protodiaken Ludovico Fieschi, die het conclaaf niet had bijgewoond, de legitimiteit van Innocentius VII te erkennen en sloot hij zich aan bij de Avignonse gehoorzaamheid onder tegenpaus Benedictus XIII. Als gevolg daarvan werd de pauselijke kroning op 11 november uitgevoerd door de nieuwe protodiaken, Landolfo Maramaldo.